# 혼고산초메역
혼고산초메역(일본어: 本郷三丁目駅, ほんごうさんちょうめえき)은 일본 도쿄도 분쿄구에 있는 철도역이다. 역 번호는 M 21(마루노우치 선), E 08(오에도 선)이다.

## 역 구조

### 도쿄 지하철
상대식 승강장 2면 2선의 지하역. 역사와 개찰구는 모두 지상에 있다. 개찰구는 1곳이 있고 개찰구 층과 각 승강장의 중앙을 연결하는 에스컬레이터, 계단, 엘리베이터가 각각 설치되어 있다. 승강장까지는 그다지 깊지 않다. 2006년에 스크린도어가 설치되었다.

#### 승강장
| 1 | 마루노우치 선 | 오테마치・긴자・신주쿠・오기쿠보・나카노후지미초 방면 |
| 2 | 마루노우치 선 | 고라쿠엔・묘가다니・신오쓰카・이케부쿠로 방면         |

### 도쿄 도 교통국
섬식 승강장 1면 2선의 지하역. 개찰구는 1개가 있지만, 승강장과 연결하는 에스컬레이터와 계단은 2개가 설치되어 있다. 승강장과 연결하는 엘리베이터는 중앙부에 설치되어 있다. 역사와 개찰구는 마루노우치 선과 달리 모두 지하에 위치한다.

#### 승강장
| 1 | 도영 지하철 오에도 선 | 이다바시・도초마에 방면 (네리마・히카리가오카 방면은 도초마에역에서 환승) |
| 2 | 도영 지하철 오에도 선 | 료고쿠・다이몬 방면                                                       |

## 역 주변
- 국도 제17호선
- 도쿄 대학
- UFJ 본점
- 유시마 텐만궁
- 혼고 3초메 우체국
- 일본 축구 협회
- 국도 제254호선
- 도요 가쿠엔대학

## 역사
- 1954년 1월 20일: 마루노우치 선 영업 개시.
- 2000년 12월 12일: 오에도 선 영업 개시, 환승역이 됨.
- 2002년 11월 22일: 마루노우치 선 출입구 개량 공사 완료.

## 인접역
| 도쿄 메트로 마루노우치 선    | 도쿄 메트로 마루노우치 선 | 도쿄 메트로 마루노우치 선              |
| ---------------------------- | ------------------------- | -------------------------------------- |
| M20 오차노미즈 오기쿠보 방면 | 마루노우치 선             | M22 고라쿠엔 이케부쿠로 방면           |
| 도쿄 도 교통국 오에도 선     |                           |                                        |
| E07 가스가 도청 앞 방면      | 오에도 선                 | E09 우에노오카치마치 히카리가오카 방면 |